# Urziceni
Urziceni es una ciudad con estatus de municipiu de Rumania, localizada en el distrito de Ialomiţa.
Según el censo de 2011, tiene 15 308 habitantes, mientras que en el censo de 2002 tenía 17 094 habitantes. La mayoría de la población es de etnia rumana (88,08 %), con una minoría de gitanos (2,88 %).
La mayoría de los habitantes son cristianos de la Iglesia Ortodoxa Rumana (90,46 %).
Fue fundada por pastores rumanos y su nombre deriva del término urzică, que significa ortiga. La primera mención data de un documento del 23 de abril de 1596, durante el reinado de Mihai Viteazul. En 1831 ganó el estatus de pueblo de mercado, y en 1895 obtuvo el de ciudad. Durante 117 años fue la capital de Ialomiţa, desde 1716 hasta 1833.
La ciudad es a 60 km de Bucarest (la capital), Ploiesti, Buzau y Slobozia.